# Пай, Эдуар
Эдуар Пай (фр. Édouard Pail; 17 октября 1851, Корбиньи (фр.) — 6 декабря 1916, Вильнёв-ле-Руа (фр.)) — французский художник-пейзажист.

## Биография

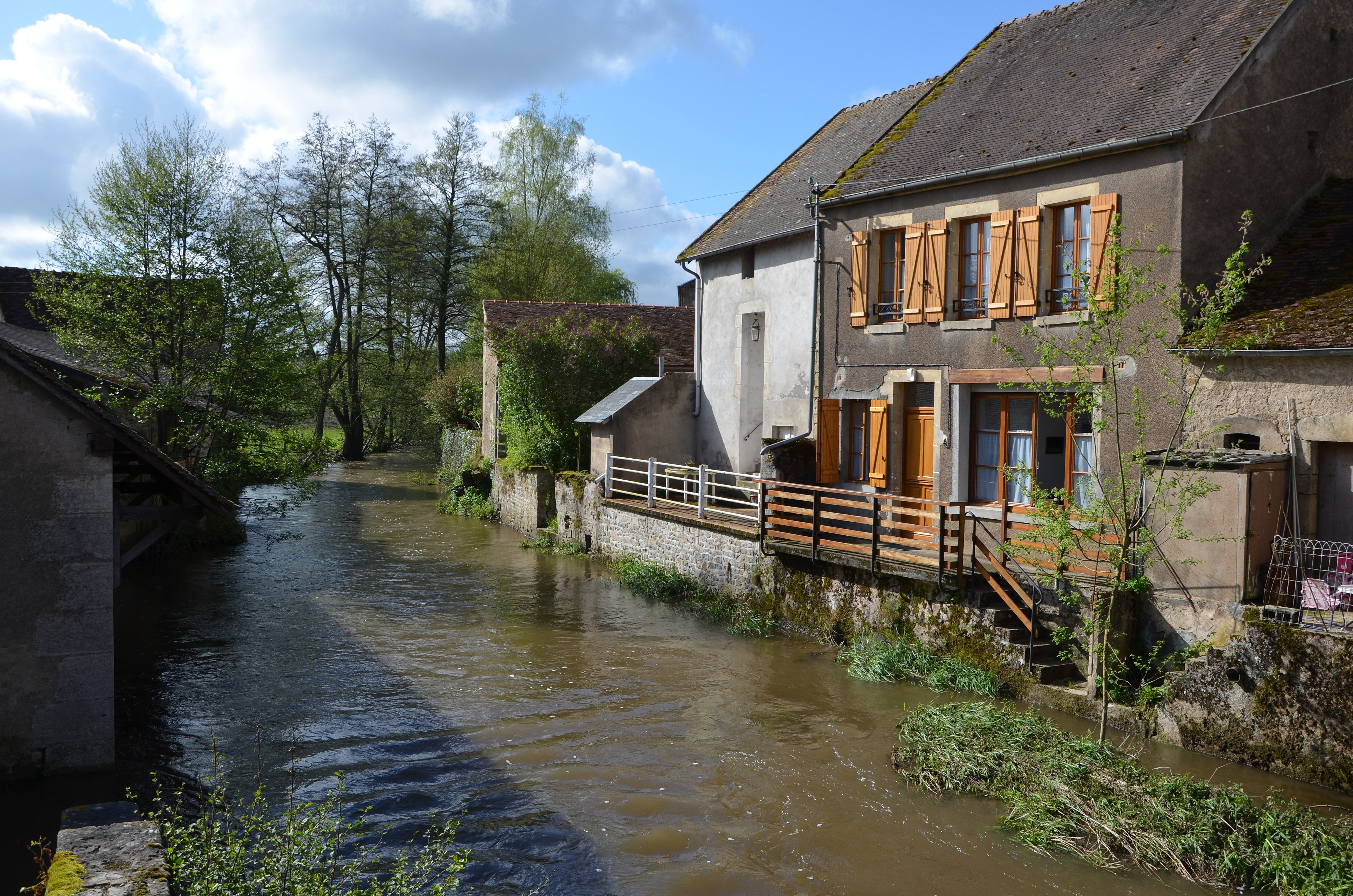
Старинные дома у реки в Корбиньи

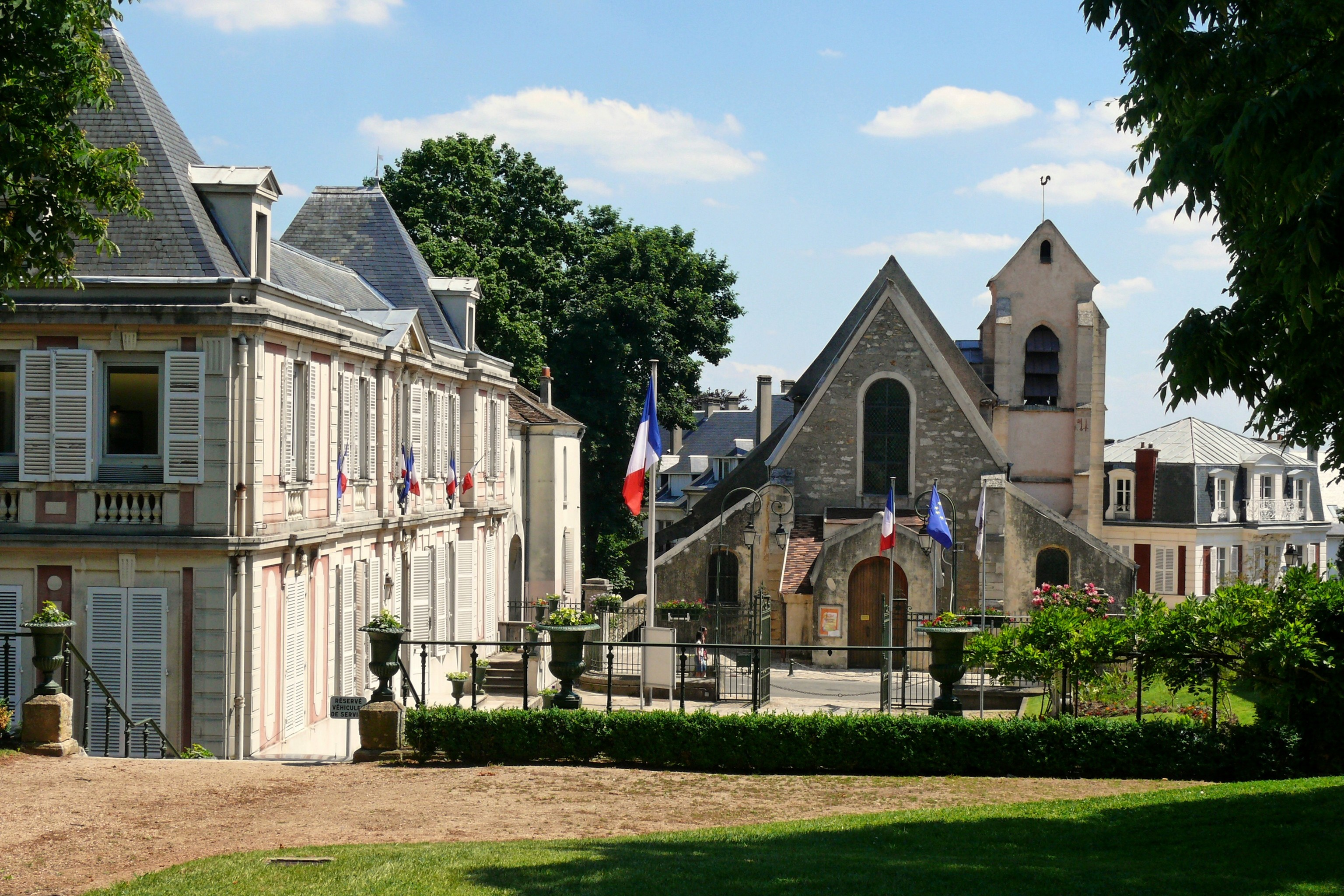
Ратуша и церковь в Вильнёв-ле-Руа

Отец Эдуара был художником из Пьемонта, а мать — уроженкой французского Корбиньи (фр.). Именно в Корбиньи Эдуар Пай и появился на свет в 1851 году. Заинтересовавшись живописью, учился у местного художника и гравёра Ипполита Лавуана, друга известного пейзажиста Камиля Коро. В дальнейшем учился в рисовальной школе в Невере. Впервые публично выставил свои работы в 1870 году. После окончания рисовальной школы на некоторое время остался в Невере, где получил должность учителя рисования (1877), но в 1880 году переехал в Париж.
В Париже картины Эдуара Пая стали пользоваться успехом, и он использовал заработанные средства для того, чтобы совершить несколько путешествий: посетил Англию, Египет, Алжир, Палестину. В Алжире он в 1886 году женился, вероятно, на француженке, и к концу 1880-х годов прочно осел в Париже, однако каждое лето навещал свой родной Корбиньи.
Эдуар Пай регулярно выставлял свои картины на ежегодных Парижских Салонах, на Салоне 93-го года получил призовую медаль.
Излюбленной темой Эдуара Пая были туманные сельские пейзажи, которые он чаще всего рисовал на плэнере в своей родной исторической области Франции — Ниверне.
Скончался Эдуар Пай в 1916 году в Вильнёв-ле-Руа (фр.).
Сегодня его работы хранятся в собраниях многих музеев Франции.

## Галерея

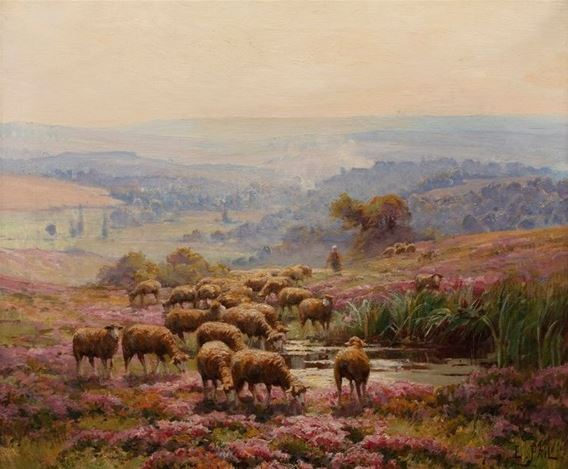
Стадо овец на невысоком холме
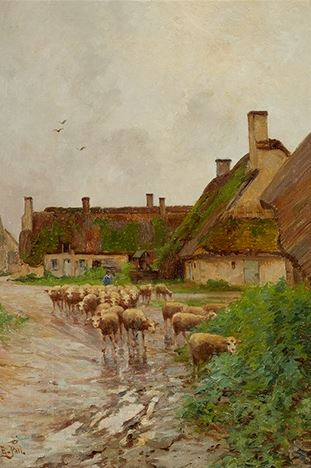
Стадо овец
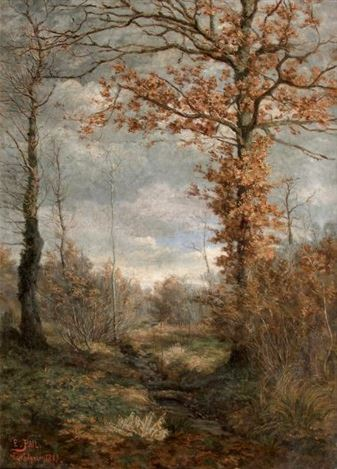
Лес около Корбиньи
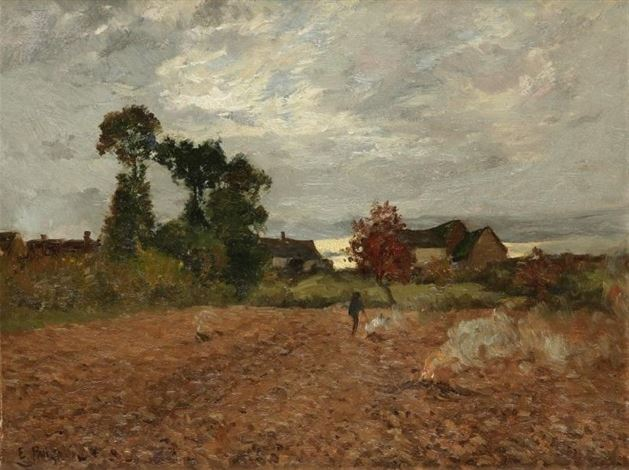
Крестьянин сжигает сухую траву
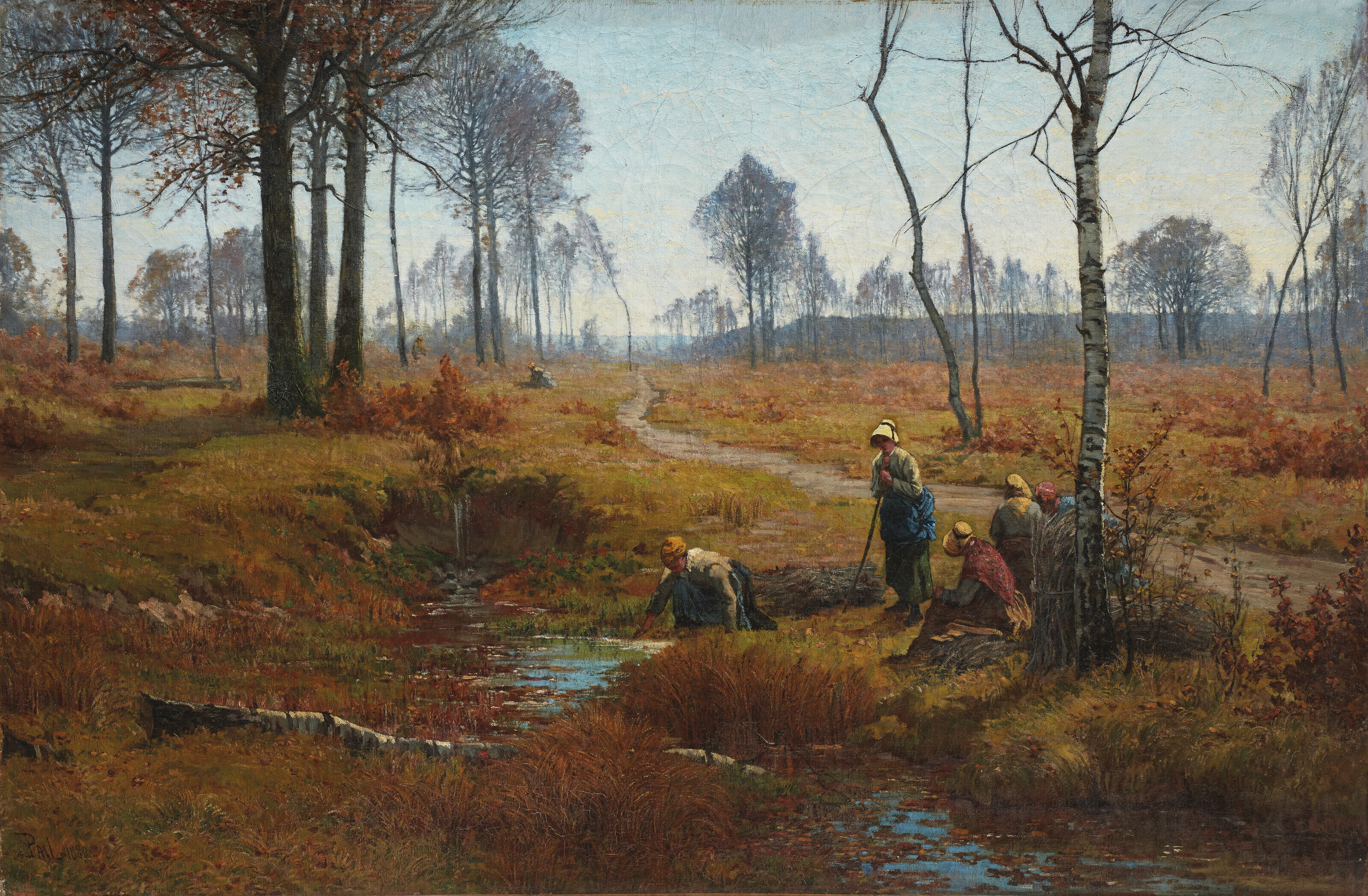
Заболоченный лес. Солонь
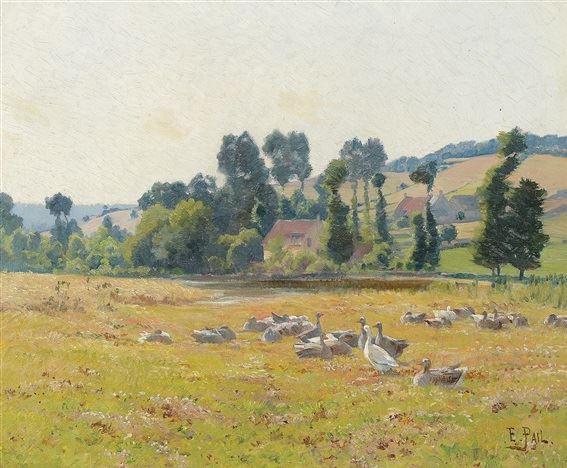
Летний день в деревне